# Emblemasoma emblemasoma
Emblemasoma emblemasoma är en tvåvingeart som först beskrevs av Carroll William Dodge 1968. Emblemasoma emblemasoma ingår i släktet Emblemasoma och familjen köttflugor.
Artens utbredningsområde är Panama. Inga underarter finns listade i Catalogue of Life.